# Боровкова, Людмила Акимовна
Людми́ла Аки́мовна Боровко́ва (19 декабря 1930, Громово, Западная область — 5 февраля 2011, Москва) — советский и российский востоковед, историк и источниковед, доктор исторических наук, профессор. Специалист в области исторической географии, этнокультурной истории, источниковедения, синологии, исторического краеведения народов Евразии и средневекового Китая.

## Биография
Людмила Акимовна Боровкова родилась 19 декабря 1930 года в деревне Громово, Западной области, СССР.
В 1953 году окончила исторический факультет МГУ им. М. В. Ломоносова.
Защитила кандидатскую диссертацию в 1963 году. Темой диссертации была «Восстание „красных войск“ и падение империи Юань (1351—1367 гг.)». (См. Автореферат дис. на соискание учен. степени кандидата ист. наук / Акад. наук СССР. Ин-т народов Азии. — Москва : [б. и.], 1963. — 19 с.).
В 1994 году защитила докторскую диссертацию (См.: Боровкова Л. А. Проблема местонахождения царства Гаочан: (По китайским историям). М.: Наука. 1992. 180 стр. 850 экз. (то же: Автореф.дисс. … д.и.н. — М., 1994.).
Большую часть научно-творческой жизни работала научным сотрудником Института китаеведения (1957—1961), а затем Института востоковедения АН СССР и РАН (1961—2010).
Умерла 5 февраля 2011 года в Москве.

## Научная деятельность
Людмила Акимовна Боровкова была крупным специалистом в области исторической географии, этнокультурной истории, источниковедения, синологии, исторического краеведения народов Евразии и средневекового Китая. Ею было издано около 50 работ, в том числе монографии по древней и средневековой истории и исторической географии Центральной Азии по китайским источникам тех эпох.
Её коллега, китаевед, профессор Алексей Анатольевич Бокщанин о 5-м томе 10-томного проекта издания «Истории Китая» (интервью вёл Валентин Головачев 16 февраля 2009): 

«Я — ответственный за пятый том. Для написания пятого тома мы подбираем всех, кто занимался этим периодом. Допустим, юаньский период у нас пишет А. Ш. Кадырбаев, Сергей Дмитриев, Л. А. Боровкова и другие коллеги».
Благодаря изысканиям Л. А. Боровковой по исторической географии Центральной Азии по древним китайским источникам было установлено, что древние кыргызы обитали в северных отрогах Восточного Тянь-Шаня (III-I века до н. э.).
Её концепцию поддержали профессора Ю. С. Худяков, Т. К. Чоротегин и другие современные кыргызоведы.

## Основные работы
- Боровкова Л. А. Восстание «Красных войск» в Китае / Ответственный редактор В. Н. Никифоров. — М.: Наука, 1971. — 196 с. — 2000 экз.
- Боровкова Л. А. Проблема местоположения царства Гаочан (по китайским историям). — Москва: Рос. АН . Ин-т востоковедения., 1992. — 183 с.
- Боровкова Л. А. Кушанское царство : (по древ. кит. источникам). — Москва: Рос. акад. наук, Ин-т востоковедения., 2005. — 313, 1 с. — ISBN 5-89282-265-6.
- Боровкова Л. А. Народы Средней Азии III-VI веков (по древним китайским и западным источникам). — Москва: Рос. акад. наук, Ин-т востоковедения., 2008. — 359, 8 с. — 300 экз. — ISBN 978-5-89282-304-3. (в пер.)
- Боровкова Л. А. Царства "Западного края" во II - I веках до н. э.: Восточный Туркестан и Средняя Азия по сведениям из "Ши цзи" и "Хань шу". — Москва: ИВ РАН-КРАФТ+, 2001. — 355, 12 с. — ISBN 5-89282-153-6.
- Боровкова Л. А. Запад Центральной Азии во II пол. до н.э. - VII в. н.э.. — Москва: Наука. ВЛ, 1989. — 181 с. — ISBN 5-02-016459-3. (обл.)